# Селец (Синьковский сельсовет)
Селе́ц (бел. Сяле́ц) — деревня в Сморгонском районе Гродненской области Белоруссии. Входит в состав Синьковского сельсовета.

## Население
- 1999 год — 215 человек
- 2009 год — 177 человек